# Matthew Taylor (Brits voetballer)
Matthew Simon 'Matty' Taylor (Oxford, 27 november 1981) is een Engels voetballer die bij voorkeur als linksmidden speelt. Hij tekende in juli 2014 een tweejarig contract bij Burnley, dat hem transfervrij inlijfde.

## Clubcarrière
Taylor debuteerde in 1999 in het profvoetbal voor Luton Town, de club waar hij zijn opleiding genoot. In drie seizoenen scoorde hij 16 doelpunten uit 129 competitiewedstrijden voor Luton Town. In juli 2002 tekende hij bij Portsmouth. In zes seizoenen speelde hij 178 wedstrijden voor Pompey, waarin hij 23 doelpunten scoorde. Op 17 januari 2008 tekende hij bij Bolton Wanderers. Op 29 maart 2008 scoorde hij twee doelpunten voor Bolton uit bij Arsenal (3-2). Op 23 juni 2011 tekende hij een driejarig contract bij West Ham United. Op 7 augustus 2011 debuteerde hij voor West Ham tegen Cardiff City. Een maand later scoorde hij zijn eerste doelpunt voor The Hammers tegen zijn ex-club Portsmouth. In zijn eerste seizoen speelde hij 28 wedstrijden voor West Ham in de Championship. In 2012 promoveerde hij met West Ham na één jaar afwezigheid terug naar de Premier League.

## Erelijst
Portsmouth
- Football League First Division

2003
 Burnley
- Football League Championship

2016